# Schlössle Schlichten
Das verschwundene Schlössle von Schlichten lag auf einem bewaldeten Bergsporn südöstlich von Schlichten, einem Stadtteil der Stadt Schorndorf im baden-württembergischen Rems-Murr-Kreis. Über die ehemalige mittelalterliche Befestigung ist heute so gut wie nichts mehr bekannt.

## Lage
Die ehemalige Burg lag südöstlich von dem Dorf Schlichten am rechten Unterhang des tiefen Herrenbach-Taleinschnitts auf einem bewaldeten Bergvorsprung zwischen zwei tiefen, zum Herrenbach laufenden Schluchten, der Vorderen und der Hinteren Schlösslesklinge.

## Name
Martin Crusius nannte die Burg Heldenstein. Der Name geriet wohl in Vergessenheit und im Volksmund wurde die ehemalige Burganlage schlicht das Schlössle genannt.

## Beschreibung
Heute ist noch ein Halsgraben zu sehen, der einst die Burganlage vom Bergrücken trennte. Der Halsgraben kann heute auf einem Waldweg durchschritten werden, der den Burggraben der Kernburg an der südwestlichen Ecke berührt und diesen teilweise zerstört. Ansonsten ist der rechtwinklige Wall und Graben der Kernburg gut erhalten. Der Bereich innerhalb des Walls weist heute keinerlei Gebäudereste mehr auf.

## Geschichte
Über die Geschichte der Schlichtener Burg ist – wie bei den meisten Befestigungen im Rems-Murr-Kreis – so gut wie nichts bekannt. Möglicherweise ist sie früh abgegangen. Rudolph Friedrich von Moser berichtet in seiner Beschreibung des Oberamts Schorndorf, dass die Burg abgetragen und das Material für die Stadtmauer von Schorndorf verwendet worden sei.